# Katastrofa lotu Conviasa 2350
Katastrofa lotu Conviasa 2350 – katastrofa lotnicza pasażerskiego samolotu ATR 42-320, do której doszło 13 września 2010 w Ciudad Guayana w Wenezueli. Na pokładzie maszyny znajdowało się 51 osób (47 pasażerów i 4 członków załogi). W wyniku katastrofy śmierć poniosło 17 osób, a 34 zostały ranne.

## Samolot
Samolot (numer rejestracyjny YV1010) odbył swój pierwszy lot 7 lutego 1994. Najpierw należał do brytyjskich regionalnych linii Gill Airways, następnie został sprzedany do Air Wales. Ostatecznie we wrześniu 2006 został zakupiony przez linie Conviasa. W momencie katastrofy maszyna miała na swoim koncie ponad 25 000 godzin lotu.

## Pasażerowie i załoga
Na pokładzie samolotu znajdowało się 51 osób, wśród nich 47 pasażerów (w tym 2 obywateli Francji) i 4 członków załogi.
| Kraj      | Pasażerowie | Załoga | Razem |
| --------- | ----------- | ------ | ----- |
| Wenezuela | 45          | 4      | 49    |
| Francja   | 2           | 0      | 2     |
| Razem     | 47          | 4      | 51    |

## Katastrofa
Piloci samolotu krótko przed lądowaniem w Ciudad Guayana zgłosili problemy ze sterowaniem. Według świadków samolot leciał bardzo nisko i tuż przed uderzeniem ściął linie wysokiego napięcia, po czym spadł na teren pobliskiego składu stali. Strażacy i pracownicy składu pomagali wyciągać rannych z płonącego wraku. Obaj piloci zginęli w katastrofie.

## Śledztwo
Wenezuelski minister transportu Francisco Garces zapowiedział, że przedstawiciele producenta samolotu (Avions de Transport Regional) przybędą na miejsce, by pomóc w badaniu przyczyn katastrofy. Swoich przedstawicieli wysłało również francuskie BEA (Bureau of Enquiry and Analysis for Civil Aviation Safety).

## Następstwa
Prezydent Wenezueli Hugo Chávez ogłosił trzydniową żałobę narodową.
17 września rząd Wenezueli nakazał wstrzymanie wszystkich lotów linii Conviasa do momentu wykonania przeglądu technicznego wszystkich maszyn. Linie wstępnie zapowiedziały, że wznowią swoje loty 1 października 2010. Do tego czasu pasażerów mających wykupione bilety, będą przewozić inne linie.